# Jacques Gautier d'Agoty

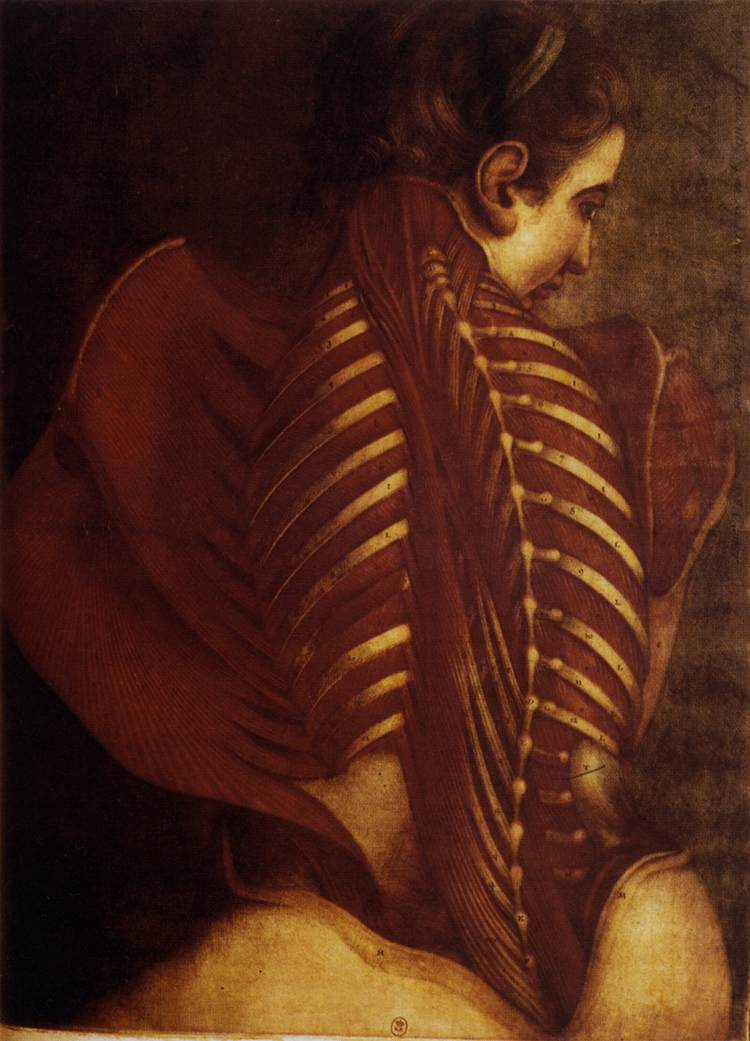
Gravat de Jacques Gautier d'Agoty mostrant l'interior de l'esquena d'una dona, 1746 (Biblioteca Nacional de París)

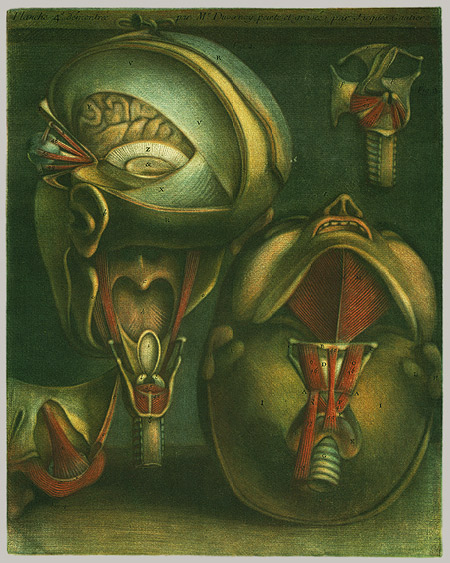
Planxa a color de Jacques Gautier d'Agoty on es mostren alguns músculs del cap. Pertany a la sèrie d'il·lustracions de Myologie complete en couleur et grandeur naturelle (1746), amb textos a càrrec del metge i anatomista francès Joseph-Guichard Du Verney, 1746

Jacques Fabien Gautier Agoty (Marsella, 1716 - París, 1785) va ser un pintor i gravador francès especialitzat en l'anatomia humana. Alumne del pintor i gravador d'origen alemany Jacob Christoph Le Blon, l'inventor d'un mètode de gravat i la impressió de la manera negra, que incorpora per primera vegada els colors (blau, groc i vermell), Gautier Agoty utilitza aquest métode i intenta atribuir-se alguns mèrits del seu mestre. Segons la seva versió ell va perfeccionar el procés en tres colors mitjançant l'addició de negre, la qual cosa és falsa.
Membre de l'Acadèmia de Ciències de Dijon, es va associar amb el metge i anatomista Joseph-Guichard Du Verney per produir àlbums d'anatomia i amb el seu fill, Jean-Baptiste André Gautier-Dagoty va produir una Galeria francesa i Galeria universal de retrats d'homes i dones famosos, de la qual només aparegueren els primers lliuraments el 1770 i 1772.

## Publicacions
Obres il·lustrades
- Myologie complete en couleur et grandeur naturelle, composée de l'Essai et de la Suite de l'Essai d'anatomie en tableaux imprimés, amb Joseph-Guichard Du Verney (1746)
- Lettres concernant le nouvel art de graver et d'imprimer les tableaux (1749)
- Observations sur la peinture et les tableaux anciens et modernes (1753). Réédition : Minkoff Reprint, Genève, 1972
- Anatomie générale des viscères et de la névrologie, angéologie et ostéologie du corps humain (1754)
- Exposition anatomique de la structure du corps humain, en vingt planches imprimées avec leur couleur naturelle, pour servir de supplément à celles qu'on a déjà données au public, selon le nouvel art, dont M. Gautier est inventeur, amb Joseph-Guichard Duverney (1759)
- Collection des plantes usuelles, curieuses et étrangères, selon les systèmes de MM. Tournefort et Linnaeus, tirées du Jardin du roi et imprimées en couleur (1767)
- Anatomie des parties de la génération de l'homme et de la femme, représentées avec leurs couleurs naturelles, jointe à l'angéologie de tout le corps humain, et à ce qui concerne la grossesse et les accouchemens (1773)
- Exposition anatomique des maux vénériens, sur les parties de l'homme et de la femme, et les remèdes les plus usités dans ces sortes de maladies (1773)
- Exposition anatomique des organes des sens, jointe à la névrologie entière du corps humain, et conjectures sur l'électricité animale et le siège de l'âme (1775)
- Plantes purgatives d'usage, tirées du Jardin du roi et de celui de MM. les apothicaires de Paris, auxquelles on joint, à la dissection de leur fleur et de leur fruit, le Species plantarum Linnei pour connoître les variétés de leur genre, les synonymes et le lieu de leur naissance (1776)

Opuscles
- Chroa-génésie ou génération des couleurs, contre le système de Newton, par Gautier, dont la dissertation a été lue à l'assemblée de l'Académie des sciences, à Paris, le 22 novembre et 26 du même mois 1749 (1749)
- Zôosgénésie, ou Génération de l'homme et des animaux (1750) Réfutation de la défense des Newtoniens (1752)
- Lettre à l'auteur du Mercure, sur l'invention et l'utilité de l'art d'imprimer les tableaux (1756)
- Seconde lettre à l'auteur du Mercure sur l'invention et l'utilité de l'art d'imprimer les tableaux (s. d.)
- Conjectures sur la génération, contre les oviparistes et les vermiculistes (s. d.)